# گوریسا
گوریسا (به لاتین: Gorisa) یک منطقهٔ مسکونی در گرجستان است که در ایمرتی واقع شده‌است. گوریسا ۱٬۰۸۷ نفر جمعیت دارد و ۸۲۰ متر بالاتر از سطح دریا واقع شده‌است.